# Canavalia gladiata
Canavalia gladiata är en ärtväxtart som först beskrevs av Nikolaus Joseph von Jacquin, och fick sitt nu gällande namn av Dc. Canavalia gladiata ingår i släktet Canavalia och familjen ärtväxter. Utöver nominatformen finns också underarten C. g. gladiata.

## Bildgalleri

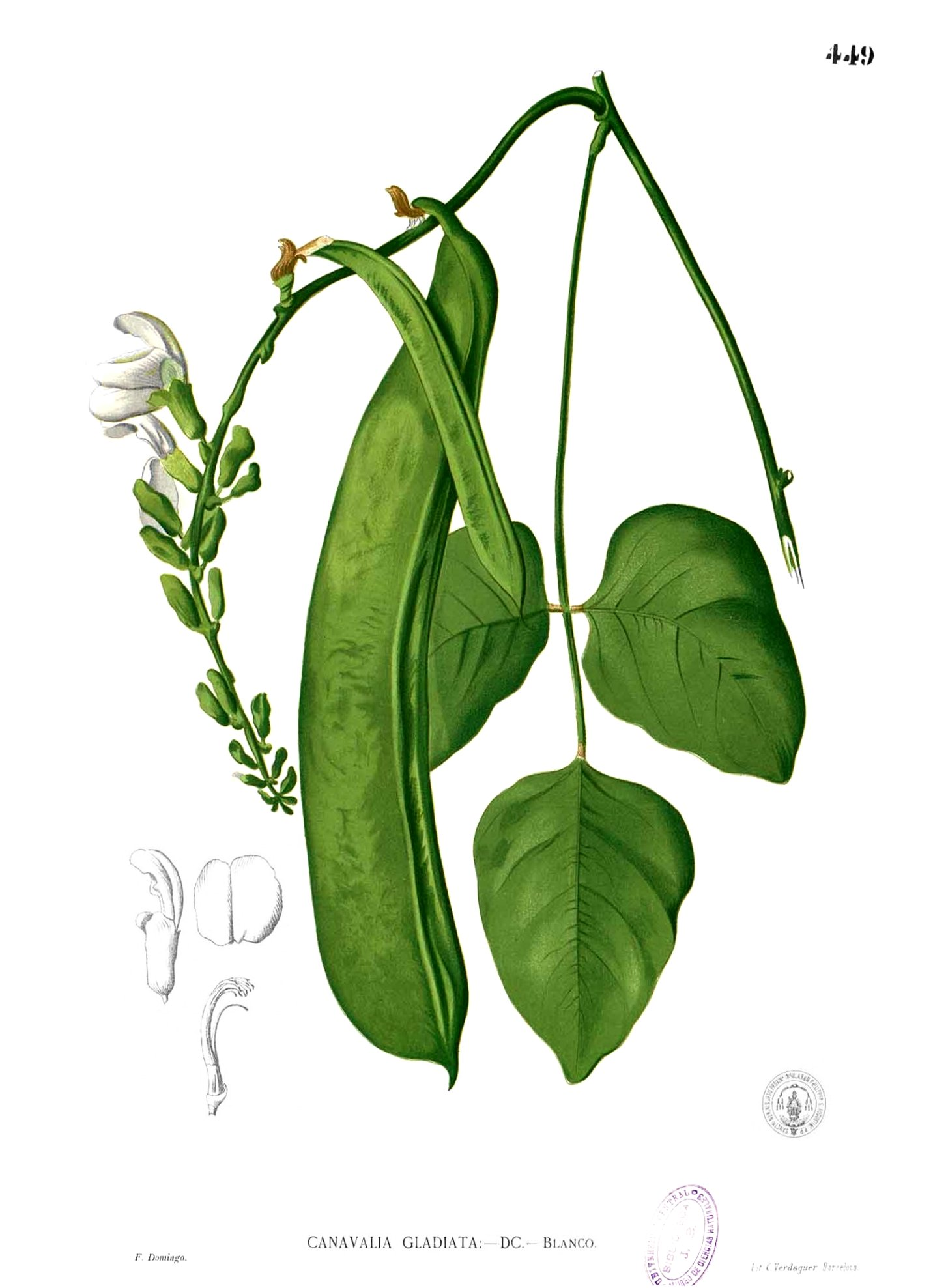
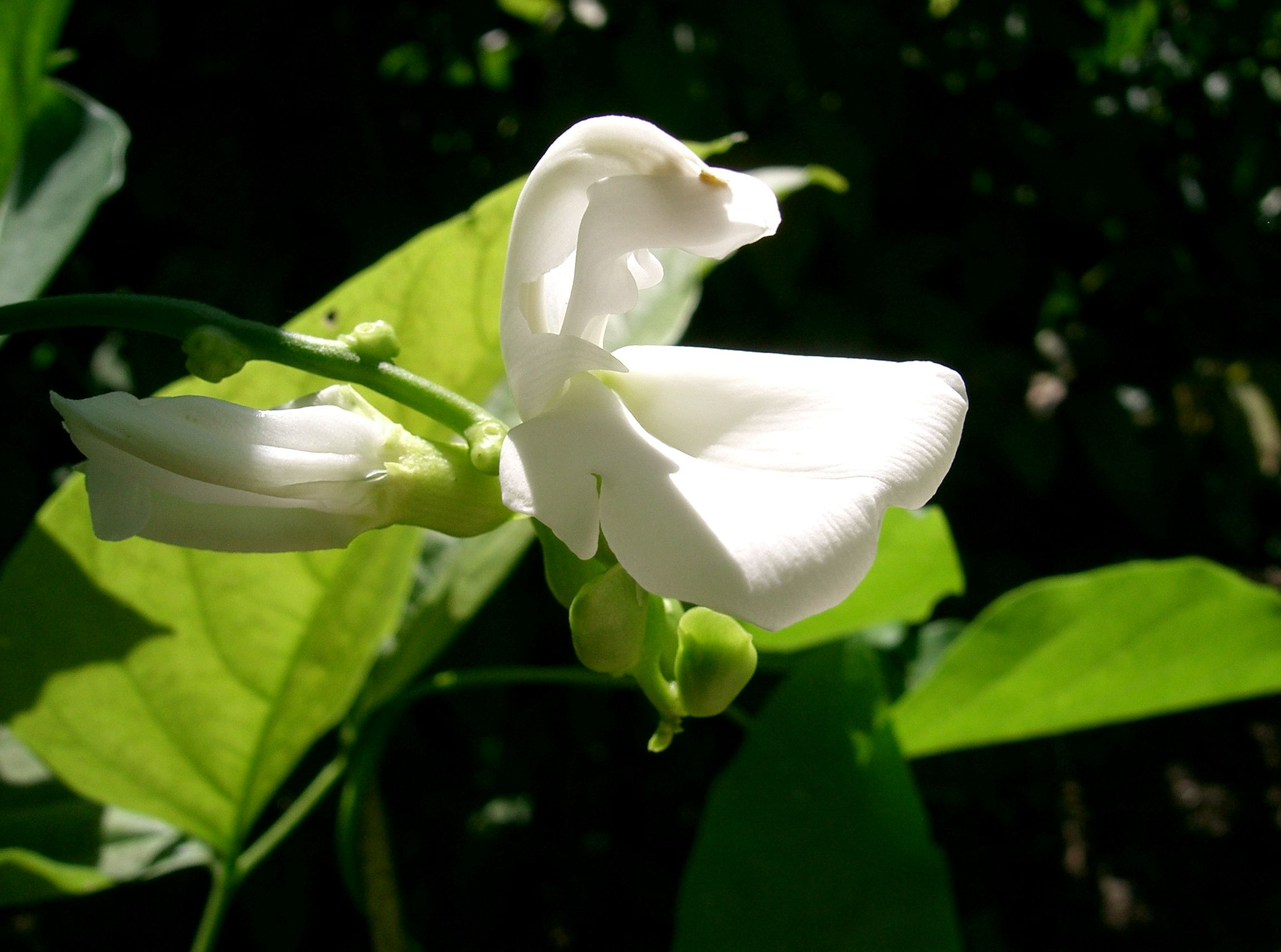
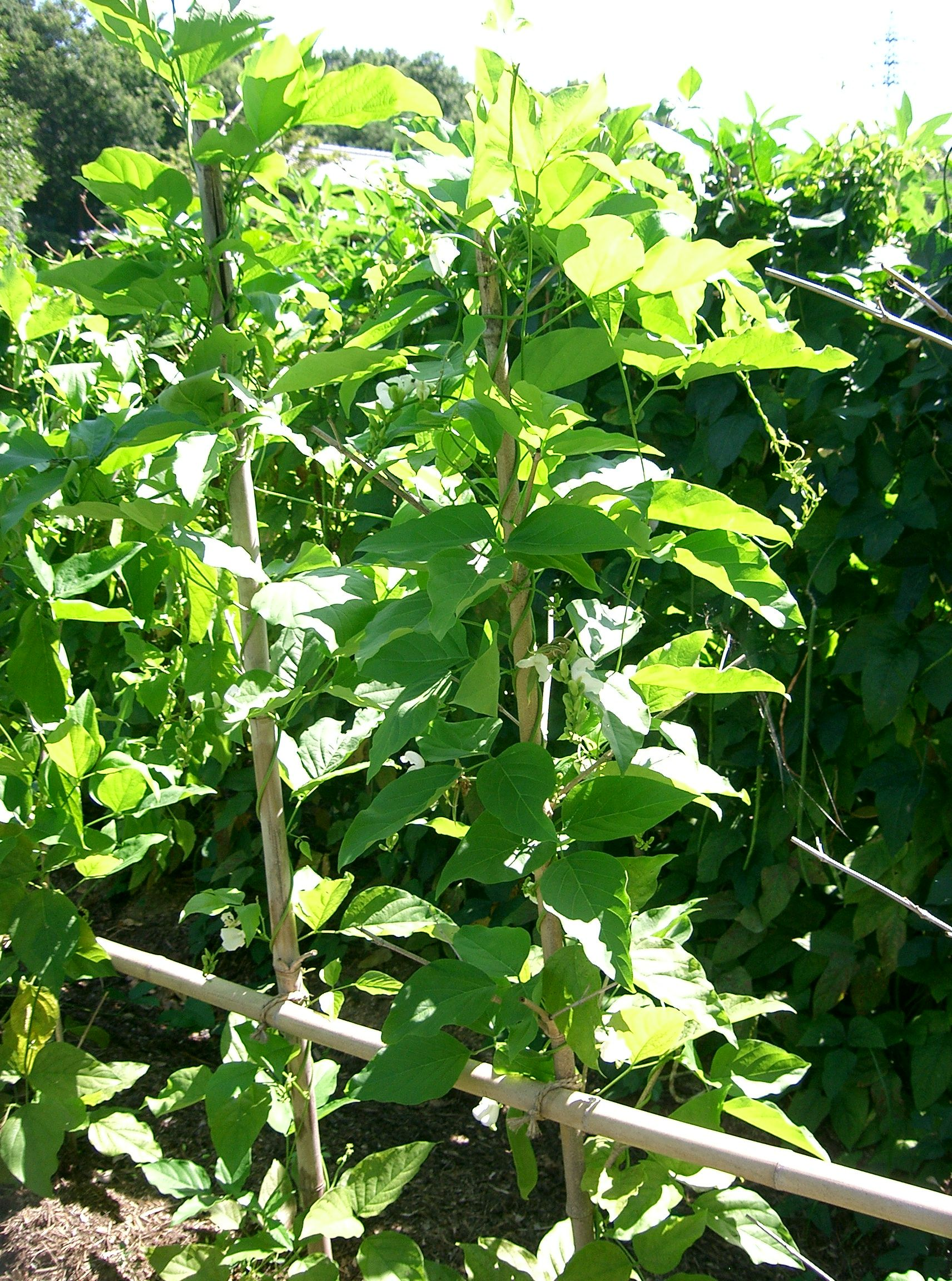
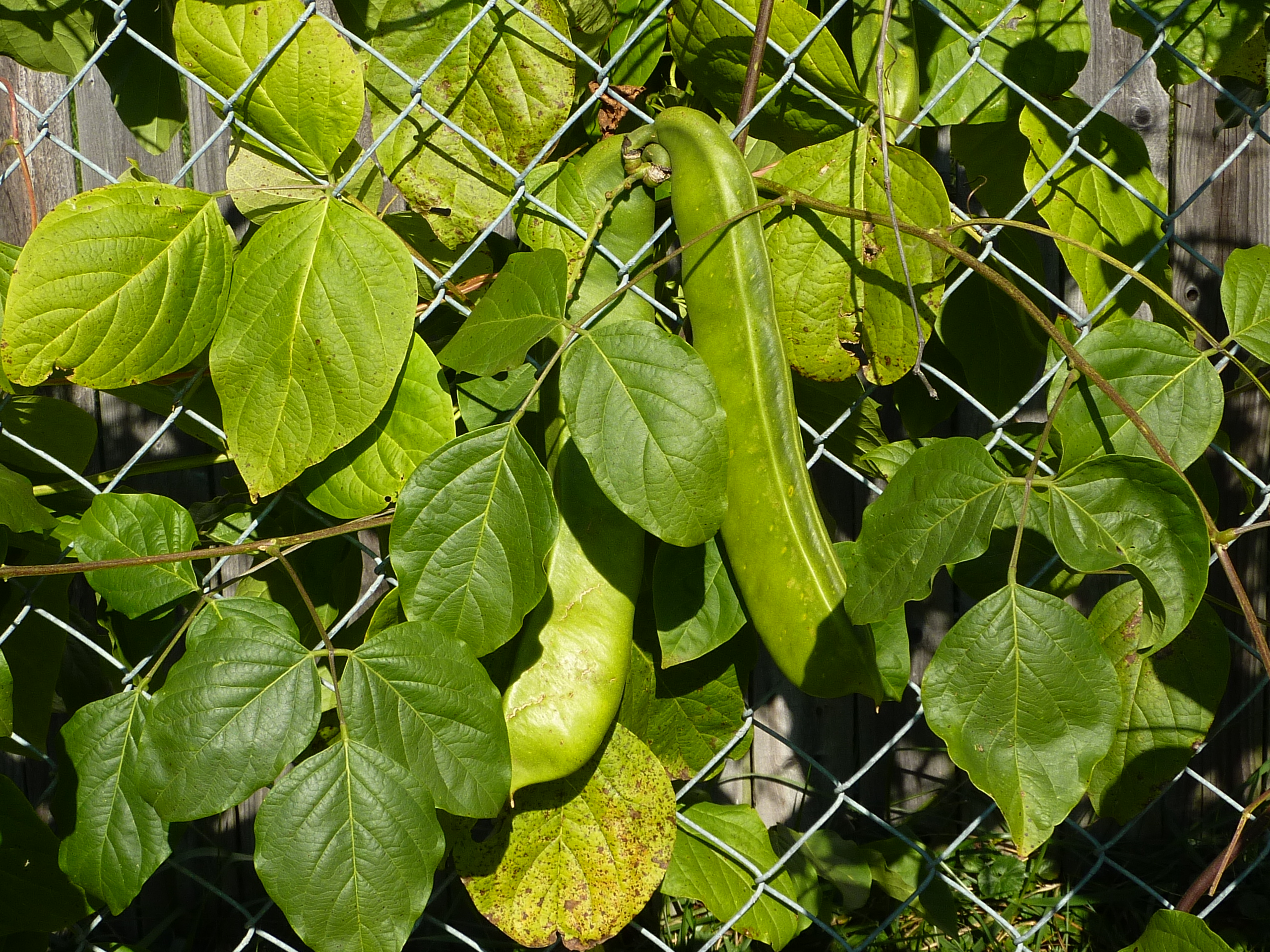
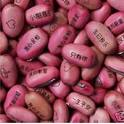
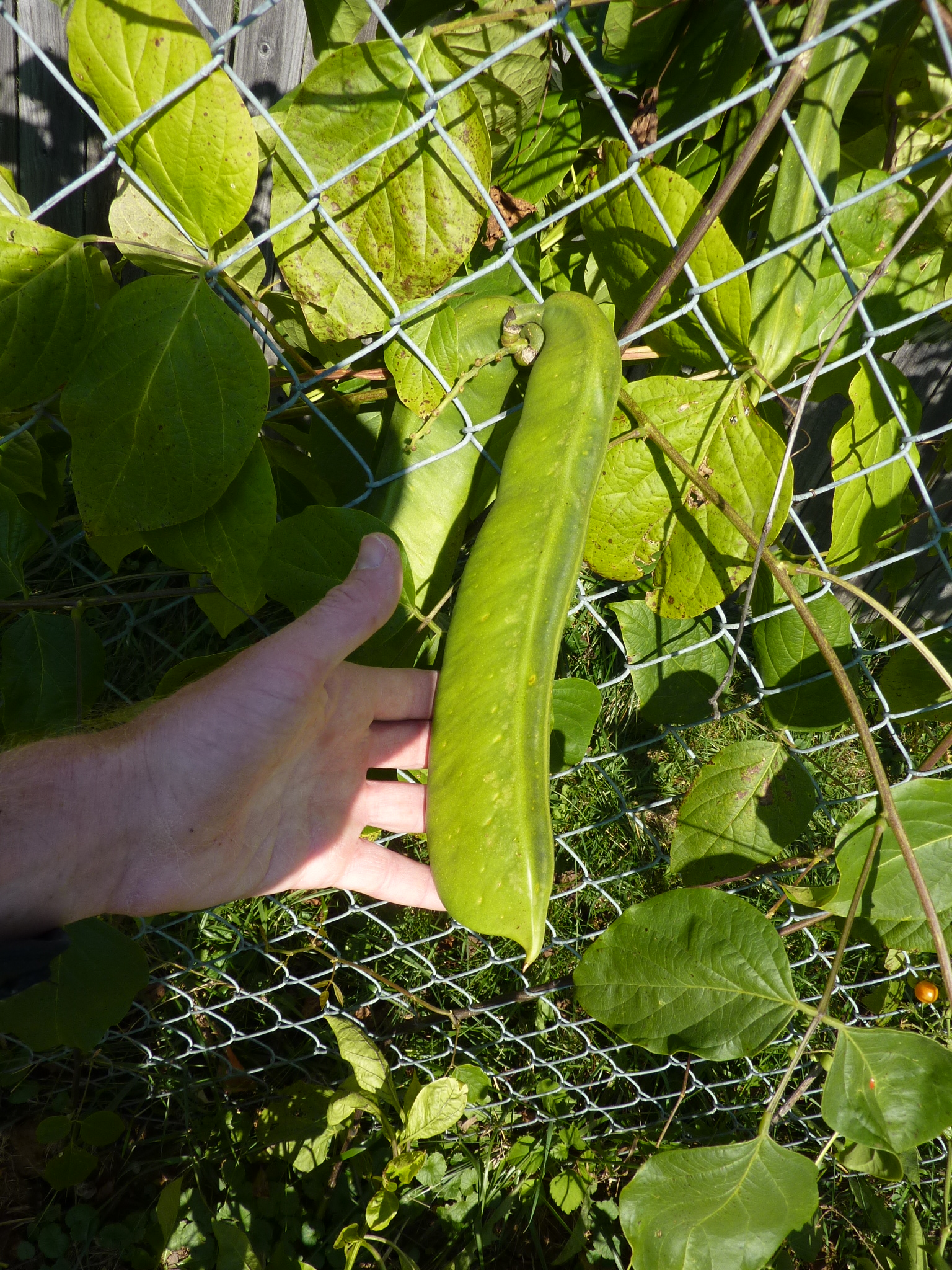